# Хейнс, Маркес
Маркес Ореол Хейнс (англ. Marques Oreole Haynes; 3 октября 1926, Санд-Спрингс, Оклахома — 22 мая 2015, Плейно, Техас) — американский профессиональный баскетболист, спортивный менеджер и предприниматель, известный как «величайший дриблёр мира». Член Зала славы баскетбола с 1998 года, в общей сложности член шести Залов славы.

## Биография
В детстве старшая сестра брала Маркеса на тренировки школьной баскетбольной команды. Мальчик, дожидавшийся сестру рядом с игровой площадкой, упражнялся в это время в дриблинге. Небольшой рост впоследствии мешал ему самому попасть в школьную сборную, и он был включён в состав лишь в 11-м классе. За два последних года учёбы Маркес дважды включался в символическую сборную конференции, а в 1941 году выиграл со школой имени Б. Т. Вашингтона национальное первенство среди негритянских школ и был включён во вторую символическую сборную школьников США.
После окончания школы в 1942 году Маркес поступил в Лангстонский университет — вуз в Оклахоме, где учились чернокожие студенты. Проучившись четыре года, он постоянно оставался наиболее ценным игроком университетской баскетбольной сборной и трижды (в 1944, 1945 и 1946 годах; по другим данным, все четыре года) признавался самым ценным игроком конференции. За время его выступлений за сборную Лангстонского университета его команда выиграла 112 матчей (в том числе 59 подряд), проиграв только три. В 1946 году ведомая им сборная нанесла сенсационное поражение знаменитой гастролирующей команде «Гарлем Глобтроттерс». Матч закончился со счётом 74-70 в пользу команды Хейнса, который набрал за игру 26 очков. Сразу после этого владелец «Глобтроттерс» Эйб Саперстейн предложил молодому баскетболисту профессиональный контракт. Однако Хейнс предпочёл сначала окончить университет.
Получив университетский диплом, Хейнс присоединился к фарм-клубу «Глобтроттерс», «Канзас-Сити Старз», но провёл в их составе всего несколько недель, перейдя в основную команду. В её составе он участвовал в победных матчах 1948 и 1949 годов против сильнейшей белой профессиональной команды «Миннеаполис Лейкерс» и в первых европейских гастролях, в том числе в матче на Олимпийском стадионе Берлина в присутствии 75-тысячной аудитории.
Хейнс расстался с «Глобтроттерс» в 1953 году из-за финансовых разногласий с Саперстейном, не желавшим улучшать условия его контракта. В пылу спора Саперстейн однажды бросил Маркесу: «Неграм незачем иметь столько денег, сколько белым». В ответ Хейнс, отказавшись от предлагаемого ему контракта с командой НБА «Филадельфия Уорриорз», создал собственную гастролирующую команду — «Гарлем Маджишенс», куда позже перешёл ещё один знаменитый игрок «Глобтроттерс» — «принц-клоун» Рис Татум. Хейнс выступал с «Маджишенс» 18 лет, в 1955 году вторично отказавшись от предложения выступать в НБА, на этот раз в составе «Миннеаполис Лейкерс». Затем он вновь присоединился к «Глобтроттерс» и продолжал выступать вплоть до 1992 года как игрок, а затем как играющий тренер, как в их составе, так и в «Бакетирс» Медоуларка Лемона, а позже в возрождённых «Маджишенс». Всего за сорокалетнюю игровую карьеру, в основном отданную выставочному баскетболу, Хейнс провёл больше 12 тысяч матчей в 97 странах. В 1998 году за заслуги в развитии баскетбола он стал первым игроком «Глобтроттерс» в списках Зала славы баскетбола.
Помимо игровой деятельности, Хейнс в эти же годы занимался и бизнесом, основав компанию по производству спортивной одежды Biella. За первые три месяца с фирмой Хейнса заключили контракт 500 магазинов модной одежды.

## Стиль игры
Игровой стиль Маркеса Хейнса отличал ажурный дриблинг, отработанный ещё в детстве. Его называли «величайшим дриблёром мира». Он мог вести мяч в каких-то 15 сантиметрах от пола, сидя и даже лёжа. При этом он никогда не смотрел на мяч, постоянно будучи готовым отреагировать на любое движение опекающего игрока. Хейнс мог вести мяч несколько минут, как это было в финале студенческого чемпионата, когда он «водил» соперников по площадке две с половиной минуты, приведя в неистовство зрителей. Во время выступлений за «Глобтроттерс» он был основным игроком в амплуа «ведущего мяч», и после его ухода команда всегда находила игроков, способных заполнить эту нишу. Его дриблинг вдохновлял впоследствии таких звёзд НБА, как Уолт Хазард и Мэджик Джонсон.

## Признание заслуг
Маркес Хейнс — член шести различных Залов славы:
- Зала славы Национальной ассоциации студенческого спорта США (1985)
- Зала славы штата Оклахома (1990)
- Зала славы Ист-Хартфорда (Коннектикут, 1992)
- Зала славы имени Джима Торпа (1993)
- Зала славы Лангстонского университета (1995)
- Зал славы баскетбола (1998)

В честь Хейнса, уроженца Оклахомы, названо шоссе Маркеса Хейнса (12-мильный участок оклахомского шоссе 97) и баскетбольный комплекс Лангстонского университета. В 2001 году командой «Гарлем Глобтроттерс» за ним был навечно закреплён номер 20, под которым он выступал.